# Mellin (Friedrichswalde)

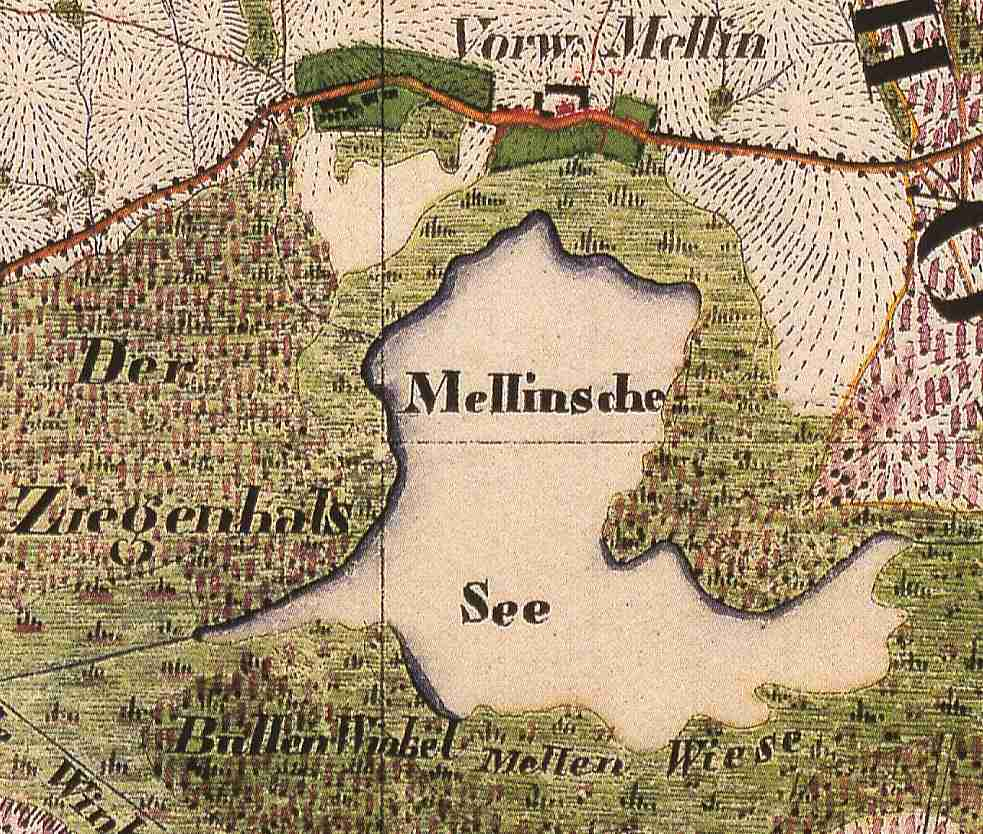
Kolonie und Vorwerk Mellin Urmesstischblatt 2948 Friedrichswalde von 1826

Mellin war ein Vorwerk und eine Kolonie (Siedlung) auf der Gemarkung der Gemeinde Friedrichswalde (Amt Joachimsthal (Schorfheide) im Landkreis Barnim (Brandenburg)). Es lag ca. 1,7 km ostsüdöstlich des heutigen Ortes Parlow (heute Wohnplatz der Gem. Friedrichswalde) am Nordufer des heute verlandeten Mellinsees. Das Vorwerk Mellin entstand 1722/23 aus der Zaunsetzerstelle des Michel Kleinfeld am Großen Wildzaun durch die Schorfheide. 1768 wurde eine Kolonie mit 8 Familien aus Mecklenburg hier angesetzt. 1880 wurde der Ort abgebrochen und die Feldmark mit Parlow vereinigt.

## Geographische Lage
Mellin lag ca. 1,7 km ostsüdöstlich des heutigen Ortes Parlow (heute Wohnplatz der Gem. Friedrichswalde) am Nordufer des heute verlandeten Mellinsees am Verbindungsweg von Parlow nach Glambeck. Die „Kolonie“ lag westlich des Vorwerks.
| Jahr | Einwohner |
| ---- | --------- |
| 1736 | 10        |
| 1774 | 75        |
| 1790 | 70        |
| 1801 | 92        |
| 1817 | 80        |
| 1840 | 69        |
| 1858 | 59        |

## Geschichte
Um 1660 begann Friedrich Wilhelm I. („der Große Kurfürst“) mit dem Wiederherstellung des bereits Mitte des 16. Jahrhunderts angelegten und im Dreißigjährigen Krieg zerstörten oder verfallenen sog. „Großen Wildzauns“ von der Havel bis zur Oder. Der Wildzaun sollte das Wild am Überwechseln auf das nördlich davon liegende Kulturland der südlichen Uckermark hindern. Bereits um 1700 war dieser ca. 80 km lange Große Wildzaun wieder schadhaft, und zur Instandhaltung wurden entlang des Wildzaunes insgesamt 12 Zaunsetzerstellen geschaffen, die etwa 5 bis 7 km lange Abschnitte zu betreuen hatten. Eine Stelle übernahm der Schulze von Groß-Ziethen gegen Lohn. Die übrigen Zaunsetzerstellen wurden durch Rodung in dem großen Waldgebiet neu angelegt. Die Zaunsetzer hatten neben dem Haus z. T. beachtlich große Acker- und Wiesenflächen. Bei diesen Zaunsetzerstellen wurden später meist neue Siedlungen angelegt, die später zu Dörfern wurden oder auch wieder verschwanden, wie eben Mellin.
1718 wurde die Zaunsetzerstelle des Michel Kleinfeld am Großen Wildzaun im Grimnitzschen Forstrevier erstmals erwähnt. Das Kleinfeldsche Anwesen hatte damals 43 Morgen Acker, 22 Morgen Wiese und 1 Morgen Garten. Wiesen und Äcker lagen teils beim Haus teils auch am Dovinsee und am Mellinsee, damals schon Möllenbruch genannt. Er hielt 14 Kühe. Das Areal gehörte zum Amt Liebenwalde. Der Name ist selbsterklärend vom nahe gelegenen Mellinsee (1826: Mellinsche See genannt) abgeleitet. Es gibt mehrere Seen dieses Namens (in etwas abgewandelten Schreibweisen in Brandenburg: Mellensee im Lkr. Teltow-Fläming, Mellensee bei Lychen (Lkr. Uckermark), Mellensee in der Gem. Boitzenburger Land im Landkreis Uckermark, Möllensee bei Potzlow, Lkr. Uckermark, Möllensee bei Lindow (Mark), Lkr. Ostprignitz-Ruppin und Möllensee in der Gem. Grünheide im Lkr. Oder-Spree). Der Name der Seen ist slawischer Herkunft und bezeichnet flache Seen.
1721 plante Amtspächter (Arrendator) Gustav Krause von der Grimnitzschen Glashütte die weitere Räumung von Land, um an dieser Stelle ein Vorwerk aufzubauen. Kleinfeld hatte zu diesem Zeitpunkt bereits 288 Morgen (1 Morgen zu 180 Quadratruten) Land und 46½ Morgen Wiesen geräumt. 1722/3 wurde das Vorwerk erbaut; es sollte Mellin heißen. Bei der Vermessung der Vorwerkländereien 1732 gehörten zum Vorwerk insgesamt 322 Morgen Land, davon 288 Morgen Acker, 69 Morgen Wiese und 25 Morgen Gartenland. 1736 wohnten 2 Hausleute, ein Schäfer, ein Knecht und eine Magd auf dem Vorwerk. 1746 wird die Größe des Vorwerks mit 386 Morgen angegeben, davon waren 238 Morgen Acker, 145 Morgen Wiesen und 3 Morgen Garten. Es wurden 20 Kühe, 10 Stück Güstevieh, 200 Schafe sowie Schweine und Federvieh gehalten. Inzwischen waren auch 3 Tagelöhnerwohnungen entstanden. Zu den Aufgaben des Vorwerks gehörte aber immer noch die Unterhaltung des Wildzauns. Mit Ablauf der Pachtperiode 1756 (des Amtes Liebenwalde) wurden die Vorwerke Grumsin und Mellin dem neuen Amt Grimnitz zugewiesen 1768 wurde 8 mecklenburgische Büdner (oder Tagelöhner) auf königliche Kosten beim Vorwerk angesetzt. Die acht Familien aus Woldegk, Canzow und Strelitz wurden in 2 Wohnhäusern untergebracht. Sie erhielten 1769 per Erbverschreibung je 1 Morgen Wiese und ¾ Morgen Gartenland. 1774 wurde Amtmann und Pächter Gustav Krause wegen Pachtrückständen von 5.800 Talern entlassen. 1775 wurde das Vorwerk Mellin an Amtmann Böttcher in Erbpacht gegeben. Beim Vorwerk wohnen 8 Büdner, die Kolonie zählte acht Feuerstellen. 1790 hatte die Kolonie 16 Einlieger und 7 Feuerstellen. 1801 lebten 10 Büdner und 6 Einlieger in Mellin. Erstmals ist ein Krug belegt. 1840 war der Ort auf elf Wohnhäuser angewachsen. 1860 wurden in Mellin ein öffentliches Gebäude, sechs Wohnhäuser und sieben Wirtschaftsgebäude registriert. 1859/61 kaufte der Besitzer von Polssen und Schmelze, Moritz v. Wedell-Parlow die Kolonistenhäuser auf. Die Bewohner wanderten nach Amerika aus. 1864 wurde die Schule abgebrochen. Die Kolonistenhäuser wurden noch einige Jahre als Tagelöhnerhäuser genutzt. 1880 vereinigte der Rittergutsbesitzer v. Wedell-Parlow Mellin mit dem Nachbarort Schmelze (ab 1880 dann Parlow genannt) und ließ das Vorwerk und die Kolonistenhäuser in Mellin abreißen. Heute ist von dem kleinen Ort nichts mehr erhalten.

### Politische Geschichte
Die Siedlung bzw. das Siedlungsgelände gehörte bis 1749 zum Amt Liebenwalde, ab 1749 zum Amt Grimnitz, damals zum Stolpirischen Kreis gehörig. 1839 wurde aus den Ämtern Grimnitz, Biesenthal und Chorin das neue Rentamt Neustadt-Eberswalde gebildet. Das Vorwerk Mellin war zusammen mit dem Erbzinsgut Schmelze seit Ende des 18. Jahrhunderts im Besitz des Oberförsters Wegener und Erben. 1836 wurden das Erbzinsgut Schmelze und das Erbpachtvorwerk Mellin mit einem Schätzwert von 26.629 Talern, 18 Groschen und 6½ Pfennig „subhastiert“ (versteigert) und gingen in den Besitz eines Lengefeldt über. 1848 bis 1852 gehörten sie Dr. Sigismund Eduard Löwenhardt in Prenzlau, seit 1850 im gemeinsamen Besitz von Julius Matz. 1852 bis 1857 gehörten die beiden Vorwerke Moritz Reimer, bevor sie 1857 in den Besitz des Moritz v. Wedell-Parlow zu Polßen überging. Er konnte den Besitz bis 1872 behaupten.

### Kirchliche Geschichte
Die Bewohner von Mellin war 1775 in Glambeck eingekircht. 1801 und 1817 gehörte Mellin kirchlich zu Wolletz. 1840 und 1860 waren sie in Joachimsthal eingekircht. 1870 wurden aus den Bewohnern des Guts Schmelze und der Kolonie Mellin die Filialgemeinde in Schmelze gebildet. Patron war der Rittergutsbesitzer v. Wedell-Parlow.